# Jorge Restrepo Hoyos
Jorge Restrepo Hoyos (Medellín, 13 de septiembre de 1900-Ibidem, 13 de noviembre de 1982) fue un abogado y político colombiano, que se desempeñó como Ministro de Correos y Telégrafos de ese país durante el primer gobierno de Alfonso López Pumarejo. 

## Reseña biográfica
Nació en Medellín, capital del Departamento de Antioquia, en septiembre de 1900, en plena Guerra de los Mil Días. Realizó su educación primaria y secundaria en su ciudad natal, graduándose de bachiller del Colegio de San Ignacio. Estudió Derecho en la Universidad Nacional de Colombia, en Bogotá, de donde se graduó como abogado en 1928. 
Comenzó su carrera política cuando en 1930 se convirtió en Secretario de Gobierno de Antioquia, durante el mandato del gobernador Carlos Cock; en tal calidad, se desempeñó como Gobernador encargado de Antioquia en dos ocasiones: Entre el 17 y el 30 de abril de 1931 y entre el 19 de junio y el 11 de septiembre de 1931. En 1931 fue elegido diputado a la Asamblea Departamental de Antioquia. En 1934 se convirtió en Secretario del Ministerio de Gobierno; ese mismo año fue delegado como parte de la comisión que negoció Protocolo de Río de Janeiro, que puso fin a la Invasión peruana de Colombia. En 1936, durante el primer gobierno de Alfonso López Pumarejo, fue nombrado como Secretario General de la Presidencia, ejerciendo el puesto hasta el año siguiente, en 1937, cuando fue nombrado como Ministro de Correos y Telégrafos de Colombia. Ejerció el cargo hasta abril de 1938. 
En el sector privado se desempeñó como gerente de Avianca entre 1947 y 1952, Rector de la Universidad de los Andes (1956-1959), presidente de la Asociación Bancaria Nacional, presidente de la Federación de Empresarios del Metal y presidente de la Federación Nacional de Cafeteros. Fue profesor de Derecho en la Universidad de los Andes. También fue autor de varios libros sobre economía, entre ellos: Seguro de vejez, invalidez y sobreviviente (1959), Aspectos económicos de la seguridad social en Colombia (1960) y Fuerza mayor o caso fortuito.
Siendo rector de la Universidad de los Andes se fundó el Centro de Estudios sobre Desarrollo Económico y se abrió la sede en Nueva York.